# هذا هو الابداع
هذا هو الإبداع مجموعة شعریة تمثیلیة للیافعین انشدها یحیی علوی فرد شاعر ومولف ایرانی فی سنة 2008 بالفارسیة وترجمت الی السنة اخری حتی الآن.

## الجوائز
- شهادة شكر في الدورة السادسة لكتاب الفصل فی ایران سنة 2008
- المرتبة الأولى في قسم شعر الأطفال في مهرجان الفن السماوي الثاني (طلبة إيران) سنة 2009
- المرتبة الأولى (قسم الشعر) في مهرجان الربيع الوطني (طلبة إيران) سنة 2009
- شهاده شکر فی مهرجان الأولی لکتاب العام للاطفال والیافعین فی محافظة قم سنه 2010

## الترجمة
- باللغة الفارسیة 2008 [1]
- باللغة الانجلیزیة 2009 [2]
- باللغة التاجیکیة 2010
- باللغة العربیة ؛ المترجم : علاء شدهان 2010 منشورات عموعلوي
- باللغة الکردیة 2012

## النص
غرّد البلبلُ يوماً
لحناً جميلاً
تحدّث عن التجديد
وعن الازدهار
قال : « إن روضنا
مملّ وساكن
وهذا الشيء
لا يليق بنا
فما دمنا رفاقاً
ومن دين واحد
يجب أن ننهض
ويجب أن نفكر»
حلّقت في سماء الروض
هذه الكلمات
فأورق التجدّد
وازدحمت الأفكار
أشرقت في العيون
آفاقٌ جديدة
واتجه كُلُّ واحد
يبحث عن جواب
...

## الاتصال الی الخارج
- التصویر
- موقع المولف الالکترونی